# Via Valtellina
Die Via Valtellina (von it.: Valtellina, lomb.: Valtulina, rätor.: Vuclina, in dt.: Veltlin, und somit Veltliner Straße bzw. Veltliner Weg) ist die neuzeitliche touristische Bezeichnung für einen Fernwanderweg, der dem ehemaligen Säumerweg zwischen der österreichischen Marktgemeinde Schruns im Montafon (Bundesland Vorarlberg) und dem norditalienischen Marktstädtchen Tirano im Veltlin (Provinz Sondrio, Lombardei) folgt und insbesondere die dortige Säumerei von Veltliner Wein in Richtung Norden als Hintergrund hat.

## Wegverlauf
Die Route führt (in Gegenrichtung zum Weg der Weinsäumer) in Nord-Süd-Richtung durch die drei Länder Österreich, Schweiz und Italien, sowie die drei Sprachregionen Deutsch, Rätoromanisch und Italienisch von Schruns über Gargellen und über die Alpenpässe Schlappiner Joch, Wolfgangpass, Scalettapass und über den Berninapass quer durch Graubünden nach Tirano.
Die historische Via Valtellina ist heute in Abschnitten Teil des Verkehrsnetzes von Graubünden.

## Historischer Hintergrund

### Berninapass
Der Berninapass war die beste Verbindung zwischen dem Veltlin und dem Engadin. Für den großräumigen Alpentransit hatte er jedoch gravierende Nachteile, da er weitere Passübergänge mit relativ großen Auf- und Abstiegen erforderte, wie den Übergang über den die meiste Zeit des Jahres schneebedeckten 2606 m hohen Scalettapass. Der Berninapass gewann deshalb erst ab 1512 mit der Eroberung des Veltlins durch die Drei Bünde in den Mailänderkriegen und dem wachsenden Interesse am Veltliner Weinbau und am Weinsäumen nach und durch Graubünden an Bedeutung. Im 16. Jahrhundert nahm in der Gegenrichtung vor allem die Viehausfuhr in die Lombardei einen kräftigen Aufschwung.

### Verkehrsbeziehung Veltlin – Montafon
Diese Entwicklungen verstärkten auch die Interessen an einer geeigneten Verbindung zwischen dem Engadin, dem bündnerischen Prättigau und dem Montafon. An dieser Verkehrsbeziehung Veltlin – Montafon änderte sich auch nicht viel, als 1797 die Untertanenschaft Veltlins endete und dieses von 1815 bis 1859 als Teil des Lombardo-Venetianischen Königreichs mit Österreich verbunden war. Hauptumschlagplatz in Vorarlberg war Schruns. Ehemalige Warenumschlagplätze, Zollstationen, alte Säumerherbergen etc. bestehen aber auf der gesamten Strecke.
Mit dem Risorgimento und nachdem das Habsburgerreich 1859 die Lombardei verloren hatte, kam der Saumverkehr zwischen dem Veltlin und dem Montafon zum Erliegen.

### Säumen von Wein
Über die Via Valtellina wurde vor allem Wein aus dem Veltlin in das Engadin und weiter nach Vorarlberg gesäumt. Prättigauer und Veltliner Weinsäumer kamen bis Bregenz an den Bodensee. Veltliner Wein gelangte durch das Rheintal oder über den Fernpass bis in die süddeutschen Reichsstädte. Die Nachfrage nach Wein aus den Südalpen verstärkte sich nach 1600, da es nördlich der Alpen immer häufiger zu Missernten kam; das Klima verschlechterte sich zu jener Zeit; es wurde immer kühler. Offenbar gehörte die Route über den Bernina- und Scalettapass und das Schlappiner Joch zu den Übergängen, die von den Weinsäumern am meisten benützt wurden. Für das Jahr 1690 wird ein Volumen von insgesamt etwa 150000 Hektolitern gesäumten Weins geschätzt, allerdings auch auf anderen Wegen und über andere Pässe. Zur Bewältigung dieses Volumens waren über 100000 Tragtiertransporte jährlich erforderlich. Es herrschte folglich ein reger Saumverkehr. Sollten Saumtiere den Wein tragen, wurden kleine längliche Holzfässchen verwendet, die jeweils ca. 75 Liter fassen konnten und Lägel, bzw. im Montafon Lägla genannt wurden. Das Saumtier wurde mit zwei Lägel beladen. Gesäumt wurde in Karawanen, bei denen 12 durch Seile verbundene Tragtiere einen Stab bildeten.
Am liebsten nutzte man für die Transporte den Winter, wenn viele bäuerliche Arbeiten ruhten und Pferde, Maultiere und Ochsen ohne Beschäftigung waren. Wo immer es möglich war, wurde der Wein in Fässern mit kleinen einspännigen Schlittenfuhrwerken befördert. Das war am Berninapass sogar noch zu Beginn des 20. Jahrhunderts der Fall. Die Verwendung von Schlitten setzte allerdings ein vorheriges Schneebrechen voraus.

### Säumen von Brotgetreide
Im Gegenzug bewirkte die Klimaverschlechterung einen Rückgang des Getreideanbaus in den Bergtälern und eine entsprechend wachsende Nachfrage Graubündens nach Brotgetreide. Über den Bregenzer Kornmarkt  und Feldkirch als Hauptumschlagplatz im Rheintal, wurde durch Montafoner Kornführer, davon allein sechs namentlich bekannte aus Schruns, schwäbisches Brotgetreide nach Süden nach Graubünden, und auf dem Rückweg dann Wein nach Norden gesäumt.

### Säumen anderer Waren
Bekannt ist, dass auch Käse und Schmalz (Butterschmalz) aus dem milchviehreichen Vorarlberg und Allgäu in die bevölkerungsreiche Lombardei gesäumt wurde. Es ist anzunehmen, dass daneben auch allerlei andere Waren transportiert wurden.

## Etappen
Im Jahr 2023 ist der Fernwanderweg im österreichischen Montafon ab Schruns bis ins Schlappiner Joch als „Via Valtellina Montafon“ markiert, und in der Schweiz als regionale Schweizer Wanderroute 30 – ViaValtellina (Kulturweg). Von Schruns (690 m) bis Gargellen (1423 m) beläuft sich die Wegstrecke auf etwa 16 Entfernungskilometer, für die etwa sechs Stunden Wanderzeit benötigt werden. Eine Verkürzung durch die Benützung des Landbusses ist möglich.
Schweizerseits ist die Via Valtellina beginnend in Gargellen in sieben Tagesetappen eingeteilt. Durch die Benützung öffentlicher Verkehrsmittel (z. B. Postbus, Rhätische Bahn (RhB)), können diese auch verkürzt werden. Es ist eine mittlere Kondition, alpine Ausrüstung mit guten Bergschuhen und Trittsicherheit erforderlich.
1. Gargellen (1423) – Valzifenztal – Schlappiner Joch (2202, A/CH) – Schlappin (1658) – Klosters (1179)
2. Klosters – Wolfgangpass (1631) – Davos (1560)
3. Davos – Dürrboden (2011) – Scalettapass (2606) – Chüealptal – Val Susauna – S-chanf im Engadin (1660)
4. S-chanf – Zuoz (1716) – La Punt Chamues-ch (1687) – Samedan (1721) – Pontresina (1805)
5. Pontresina – Val Bernina – Berninapass (2235) – Alp Grüm (2103)
6. Alp Grüm – Cavaglia (1703) – Poschiavo (1014) – Bosch Vegl (1840) – San Romerio (1793)
7. San Romerio – Viano (1286) – Grenze Schweiz/Italien (1289) – Tirano (434).[14]

Von Gargellen bis Tirano sind es 135 Kilometer, wofür zusammen etwa 37 Gehstunden angegeben werden. Teilweise gibt es auch nicht extra gekennzeichnete Alternativrouten, wie z. B. von Klosters nach Davos über den Schluchtweg, oder von Pontresina nach Morteratsch anstelle der rechten die linke Talseite, welche etwas angenehmer zu gehen und optisch anspruchsvoller ist.
Gepäck, auch Rucksäcke, können am Vortag mit öffentlichen Verkehrsmitteln (z. B. der Rhätischen Bahn) an die jeweils nächste Tagesetappe vorgeschickt werden. Davon ausgenommen ist die erste Etappe über das Schlappiner Joch, da hier zwischen Österreich und der Schweiz keine grenzüberschreitende Verkehrsverbindung besteht, sondern nur der Wanderweg.

## Bilder

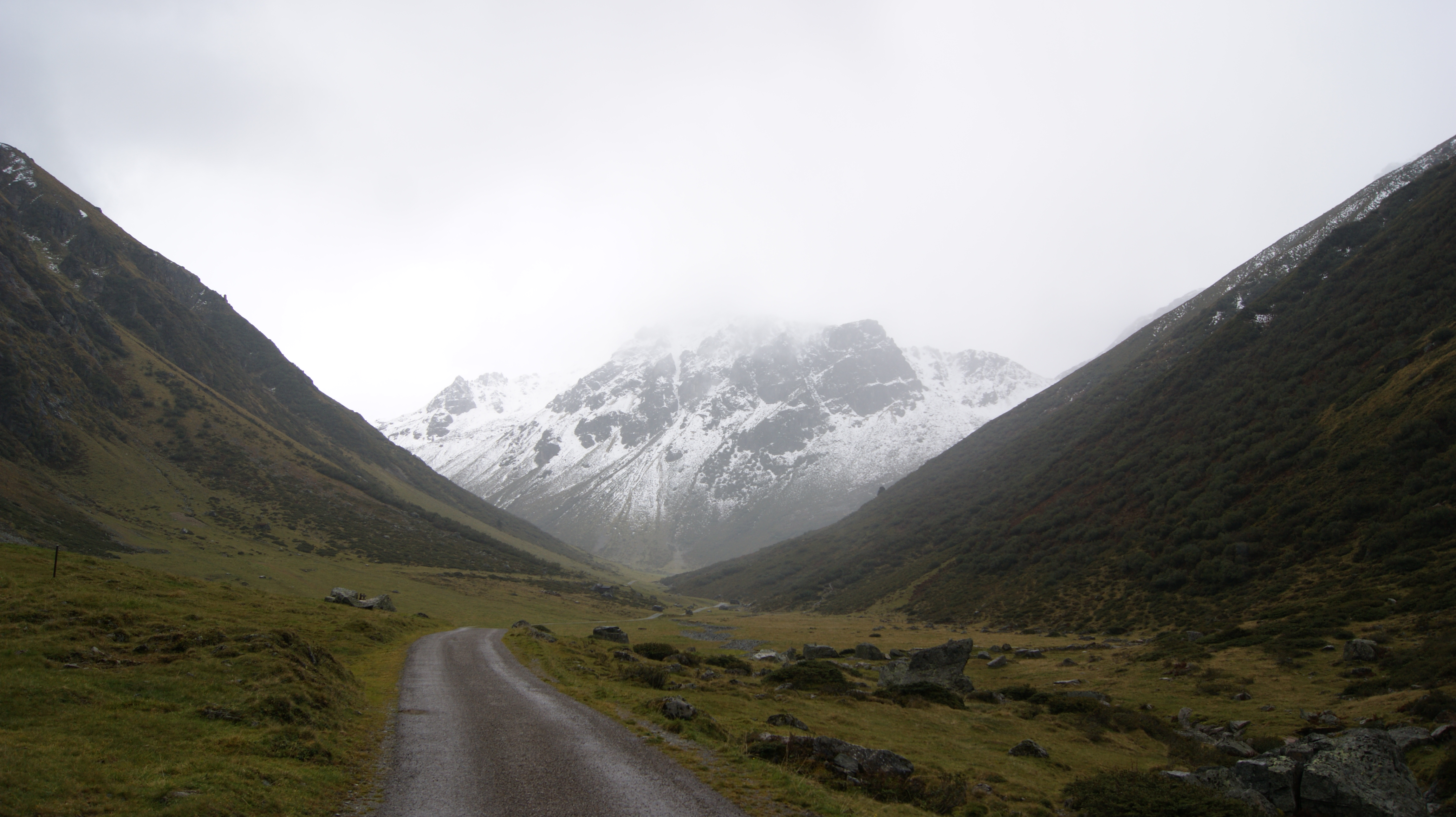
Valzifenztal > Schlappiner Spitze
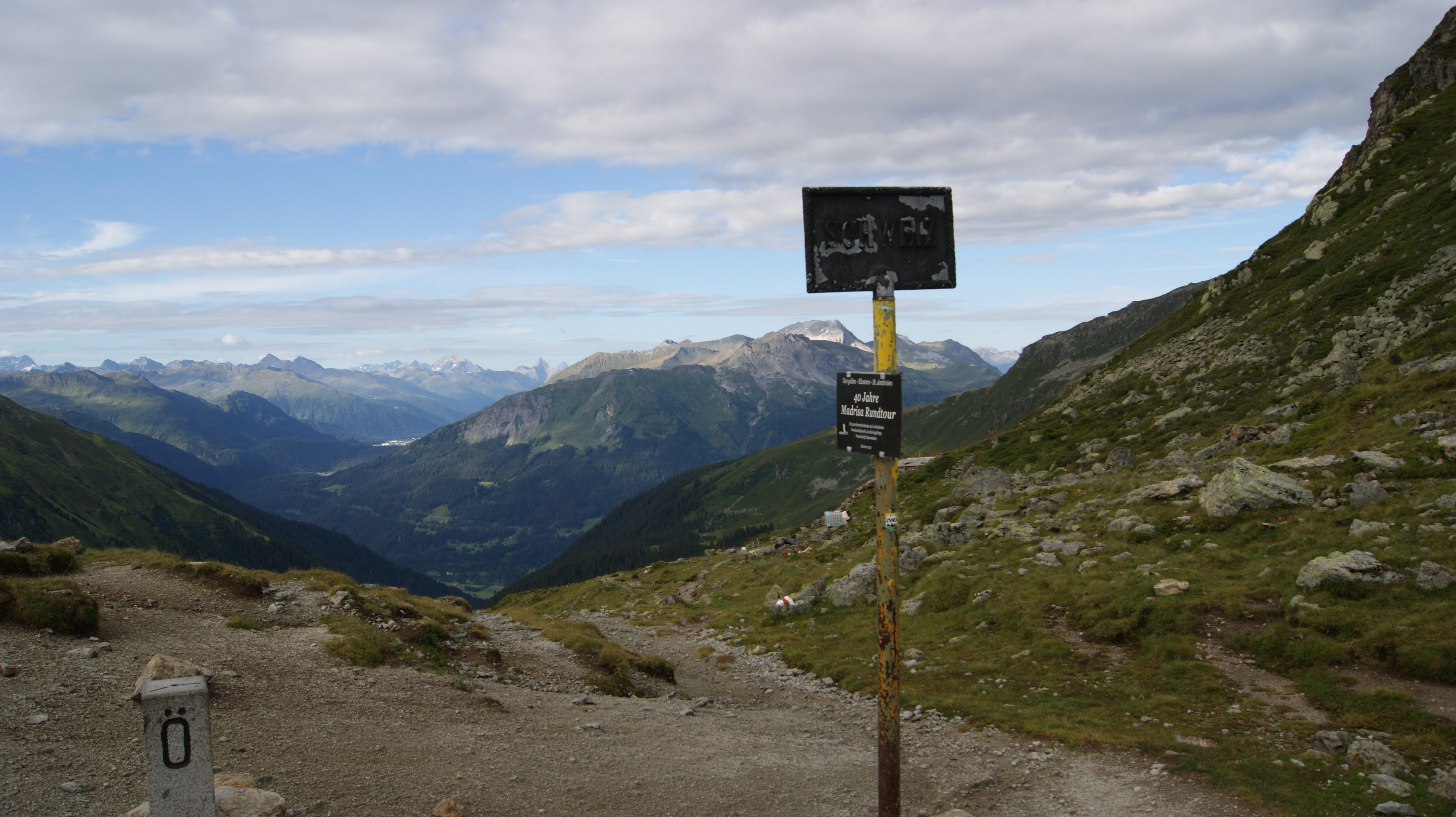
Schlappiner Joch > Graubünden
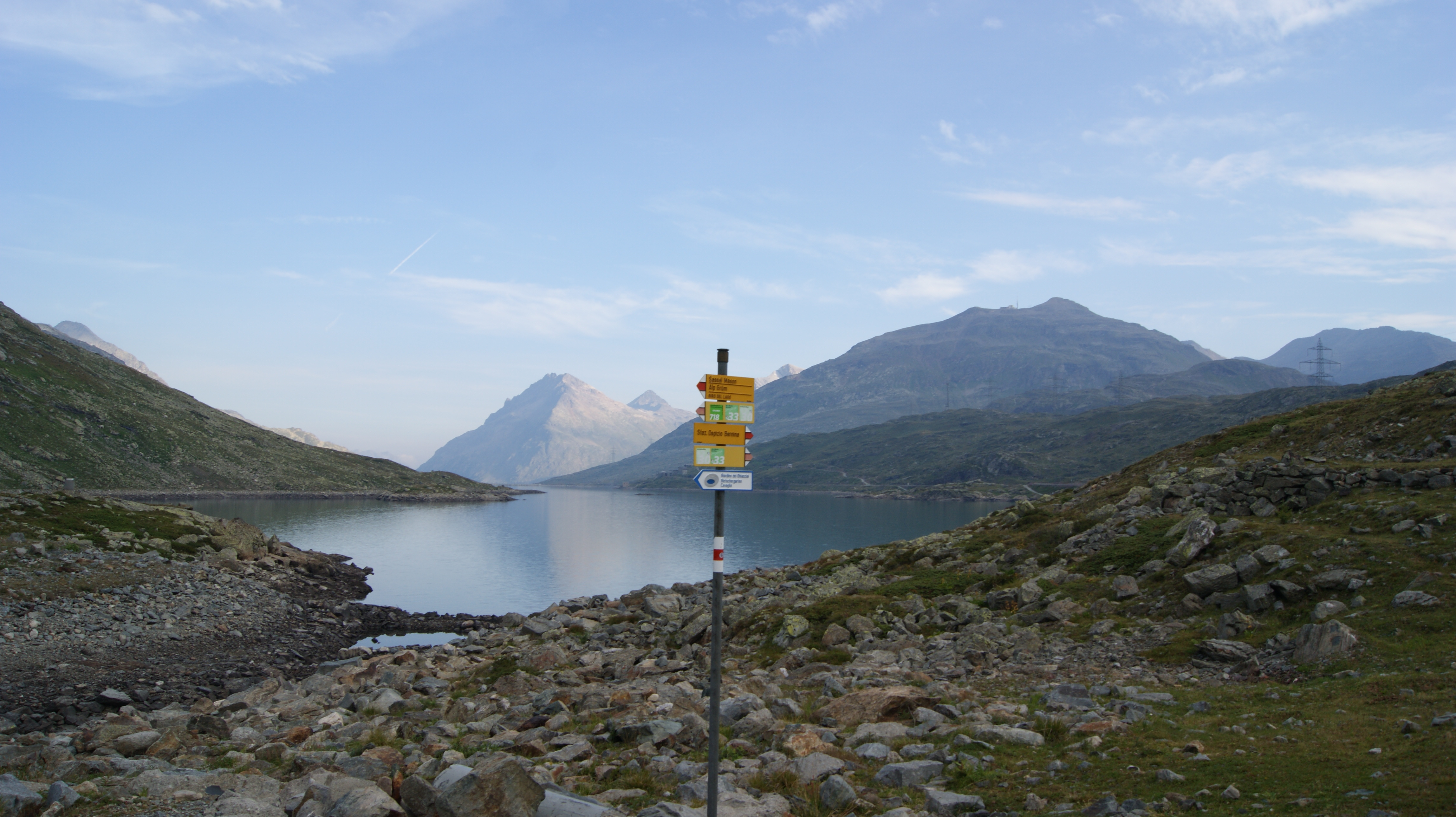
Lago Bianco am Berninapass
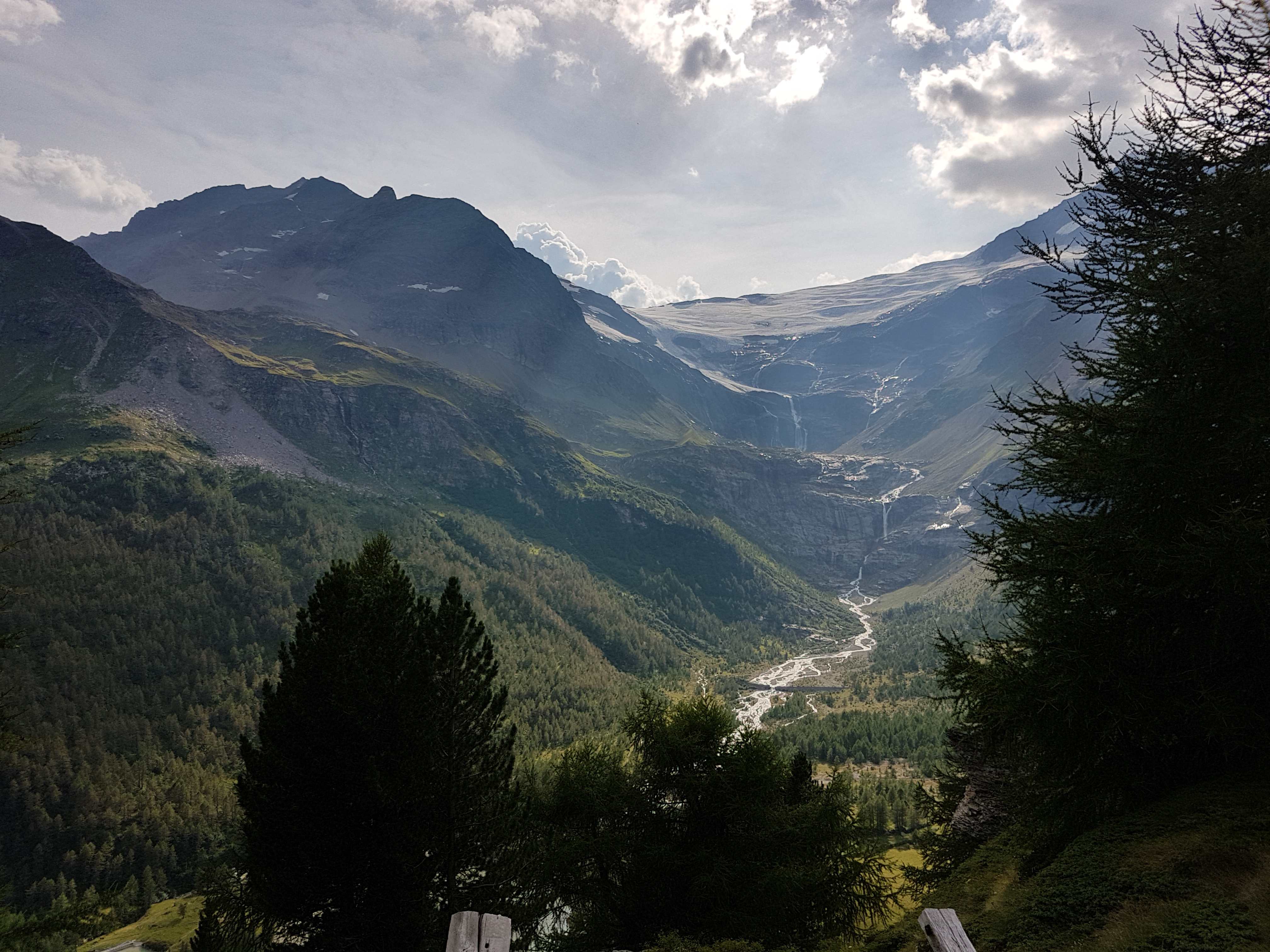
Alp Grüm > Palü-Gletscher
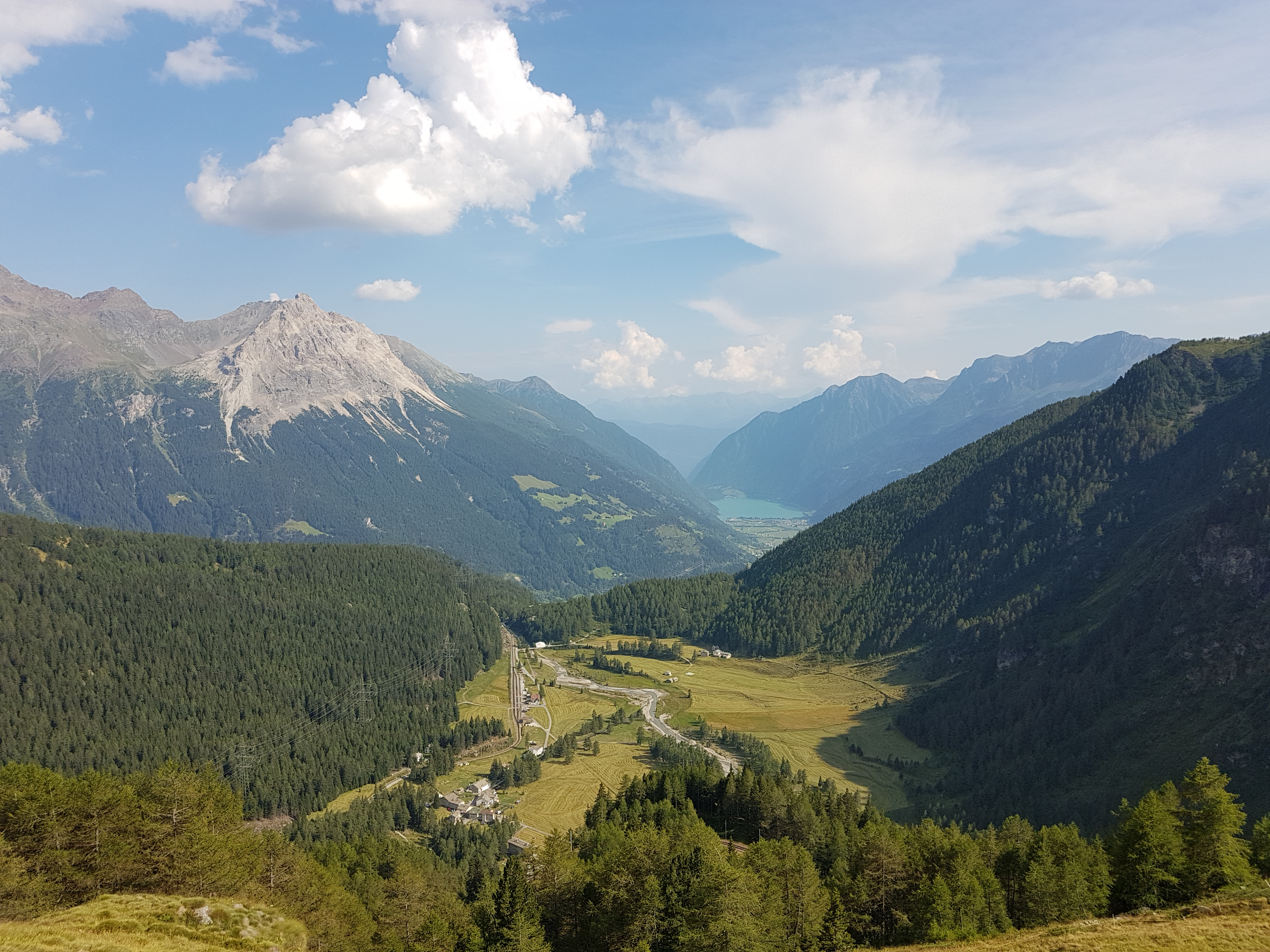
Alp Grüm > Puschlav

## Film
- Carina Jielg: Wein, Weg und Fuhrmann - Via Valtellina, 33 Minuten, erschienen in: Erlebnis Österreich am 12. Februar 2007, ORF 2.